# Entraigues (Isère)
Entraigues è un comune francese di 252 abitanti situato nel dipartimento dell'Isère della regione dell'Alvernia-Rodano-Alpi.
Si trova all'interno del parco nazionale des Écrins.

## Società

### Evoluzione demografica
Abitanti censiti